# Kawasaki W800
La Kawasaki W800 es una motocicleta con motor de dos cilindros en línea producida por Kawasaki de 2011 a 2016, y luego desde 2019. La W800 es un modelo de estilo retro, que emula la serie Kawasaki W, tres modelos que se produjeron entre 1967 y 1975, y que a su vez se basaron en la BSA A7 británica.

## Características

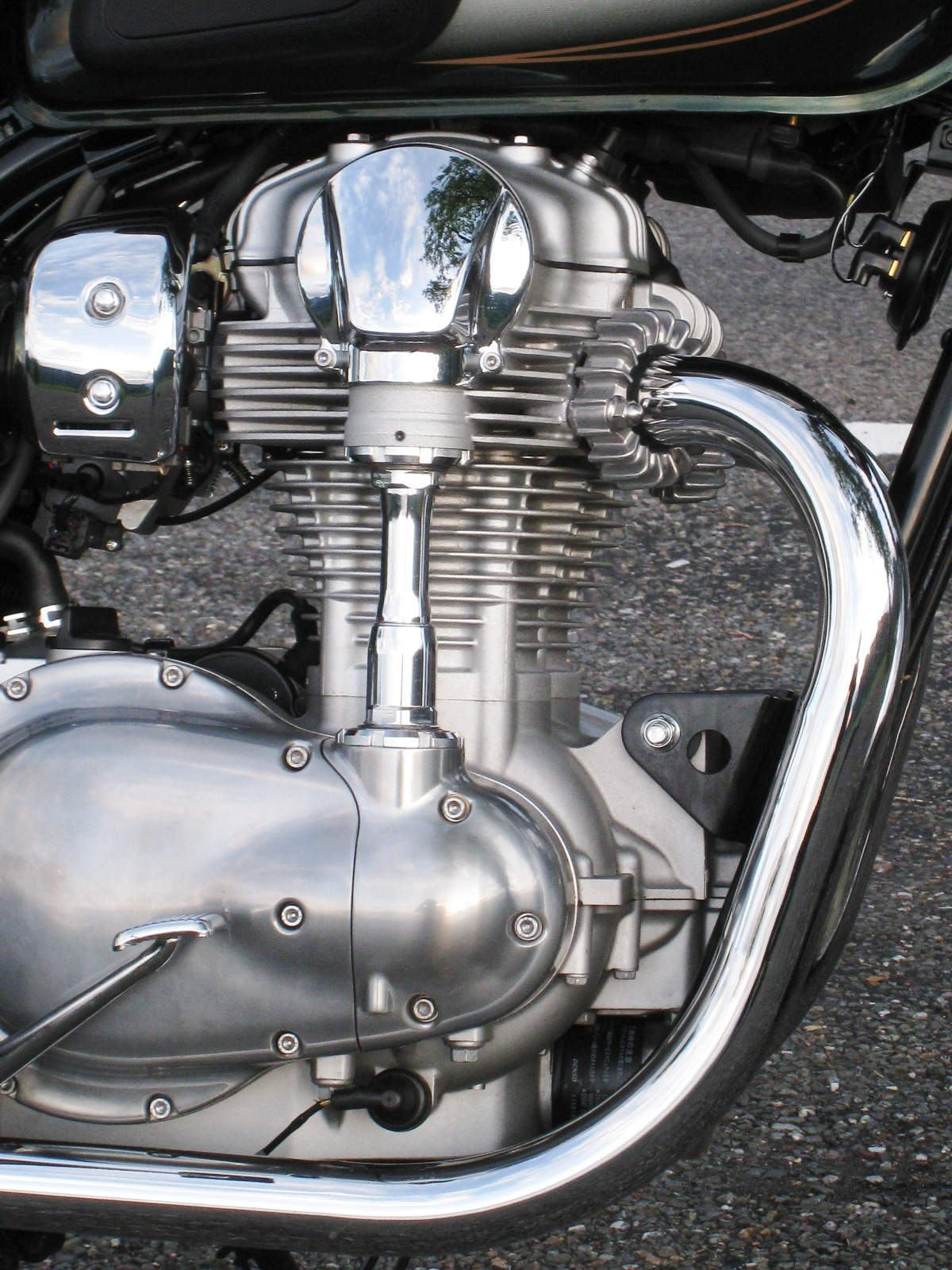
Eje vertical - Kawasaki W800

La W800 reemplazó a la W650, que fue producida desde 1999 hasta 2007. Tiene un motor de cuatro tiempos bicilíndrico paralelo de 773 centímetros cúbicos (47 plg³), refrigerado por aire. El árbol de levas en cabeza está accionado mediante un eje y un engranaje cónico. La W650 alimentada con carburador dejó de fabricarse porque no podía cumplir con las regulaciones de emisiones, por lo que el motor de la W800 está dotado co inyección de combustible. A diferencia de la W650, la W800 no dispone de pedal de arranque.
El estilo retro incluye un depósito de combustible altamente pulido, rematado con pintura brillante y líneas en relieve, así como una montura acanalada, ruedas con radios de alambre y un logotipo W especial en ambos lados del tanque, que se refieren al modelo W1. Además del modelo W800 normal, está la Edición Especial W800. En 2012, la SE recibió unas llantas doradas anodizadas, dos escapes de color negro, y el motor también pavonado en negro. Para ambos modelos, existe la opción Café Style, con un deflector delantero y un asiento inspirado en las Cafe Racer. 
Kevin Ash escribió: "el rendimiento también se percibe claramente retro, pero en el buen sentido, ya que la W800 ronronea. El sonido es agradable y suave y el motor tira lo suficientemente bien como para no sentirse sin aliento, como podría pasarle a la W650". El motor de 360° tiene un eje de equilibrio para reducir la vibración.